# Estació de Bellpuig
Bellpuig és una estació de ferrocarril propietat d'adif situada al nord de la població de Bellpuig a la comarca de l'Urgell. L'estació es troba a la línia Barcelona-Manresa-Lleida i hi tenen parada trens de la línia R12 dels serveis regionals de Rodalies de Catalunya, operat per Renfe Operadora.
Aquesta estació de la línia de Manresa o Saragossa va entrar en funcionament l'any 1860 quan va entrar en servei el tram construït per la Companyia del Ferrocarril de Saragossa a Barcelona entre Manresa (1859) i Lleida. De l'èquip tècnic de l'estació original encara s'hi troava encara el 1996 uns elements interessants des del punt de vista de l'arqueologia industrial: dues estructures metàl·lics per abastir d'aigua els trens a vapor i així com la grua del moll.
L'any 2016 va registrar l'entrada de 8.000 passatgers.

## Serveis ferroviaris
| Rodalia de Lleida      |                     |                           |           |                        |
| Procedència/Destinació | <                   | Línia                     | >         | Procedència/Destinació |
| Lleida Pirineus        | Castellnou de Seana |                           | Anglesola | Cervera                |
| Lleida Pirineus        | Castellnou de Seana | Terrassa Estació del Nord | Anglesola |                        |

## Galeria d'imatges

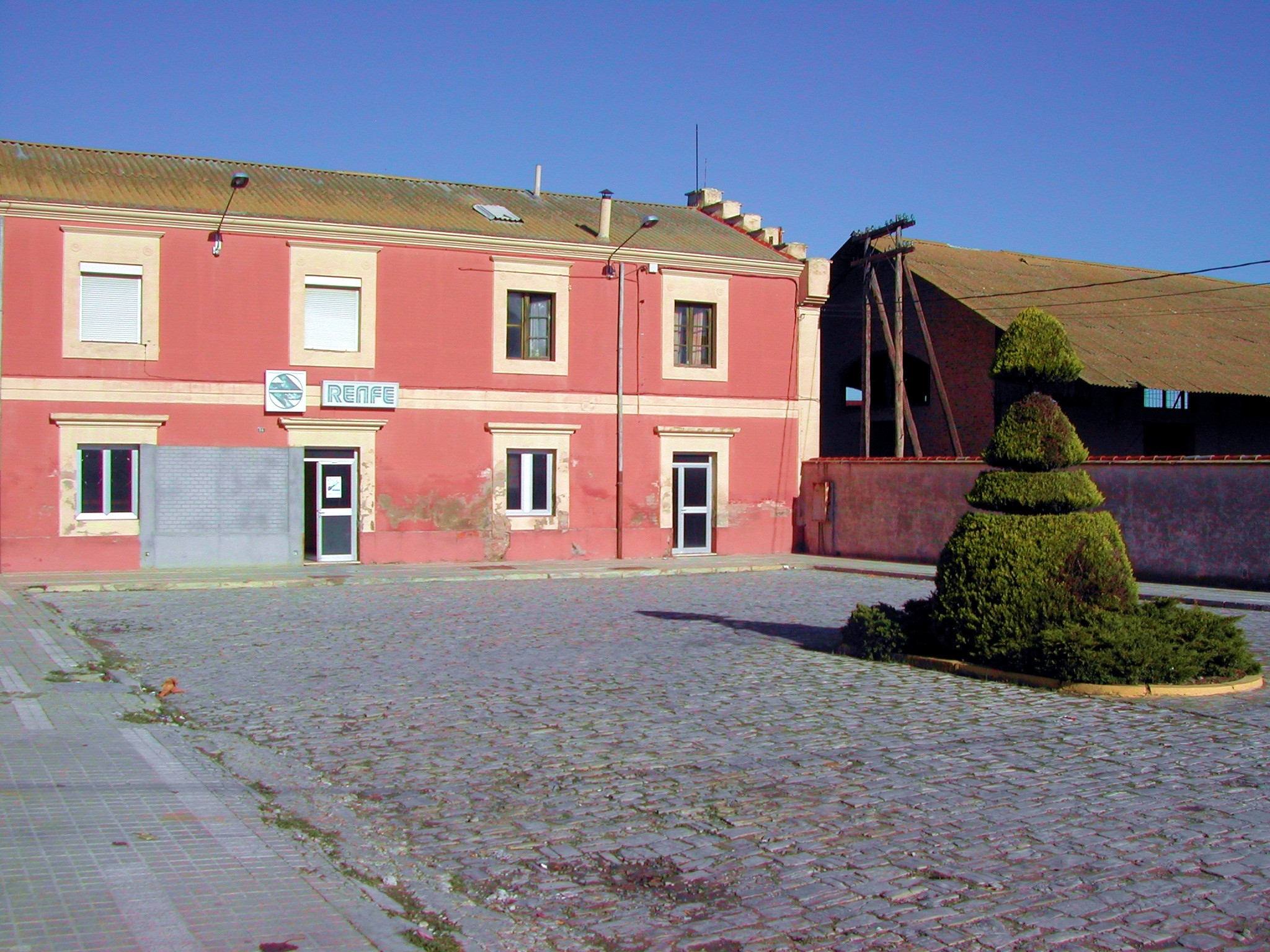
Entrada a l'estació
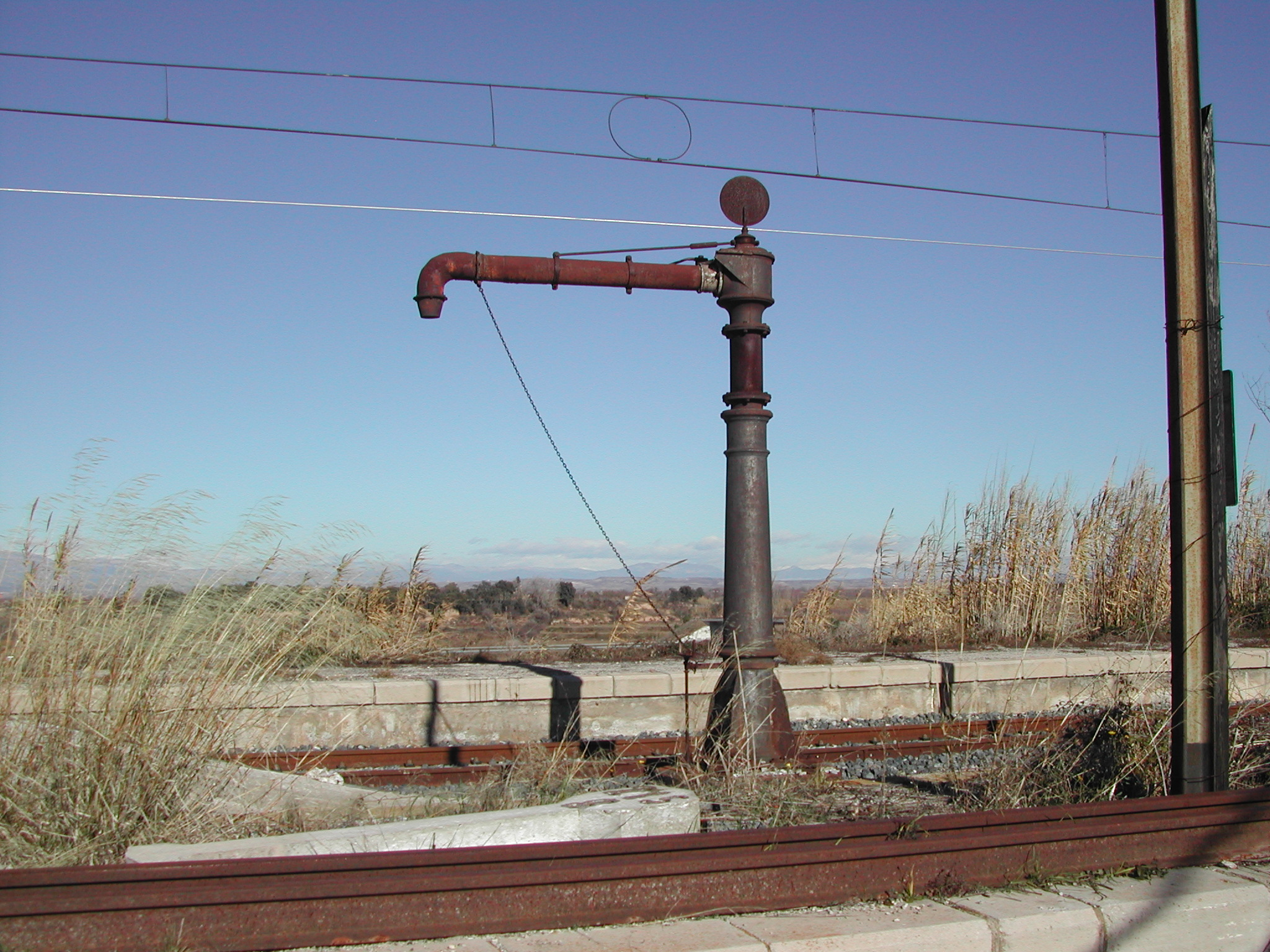
Surtidor d'aigua en desús per les locomotores de vapor
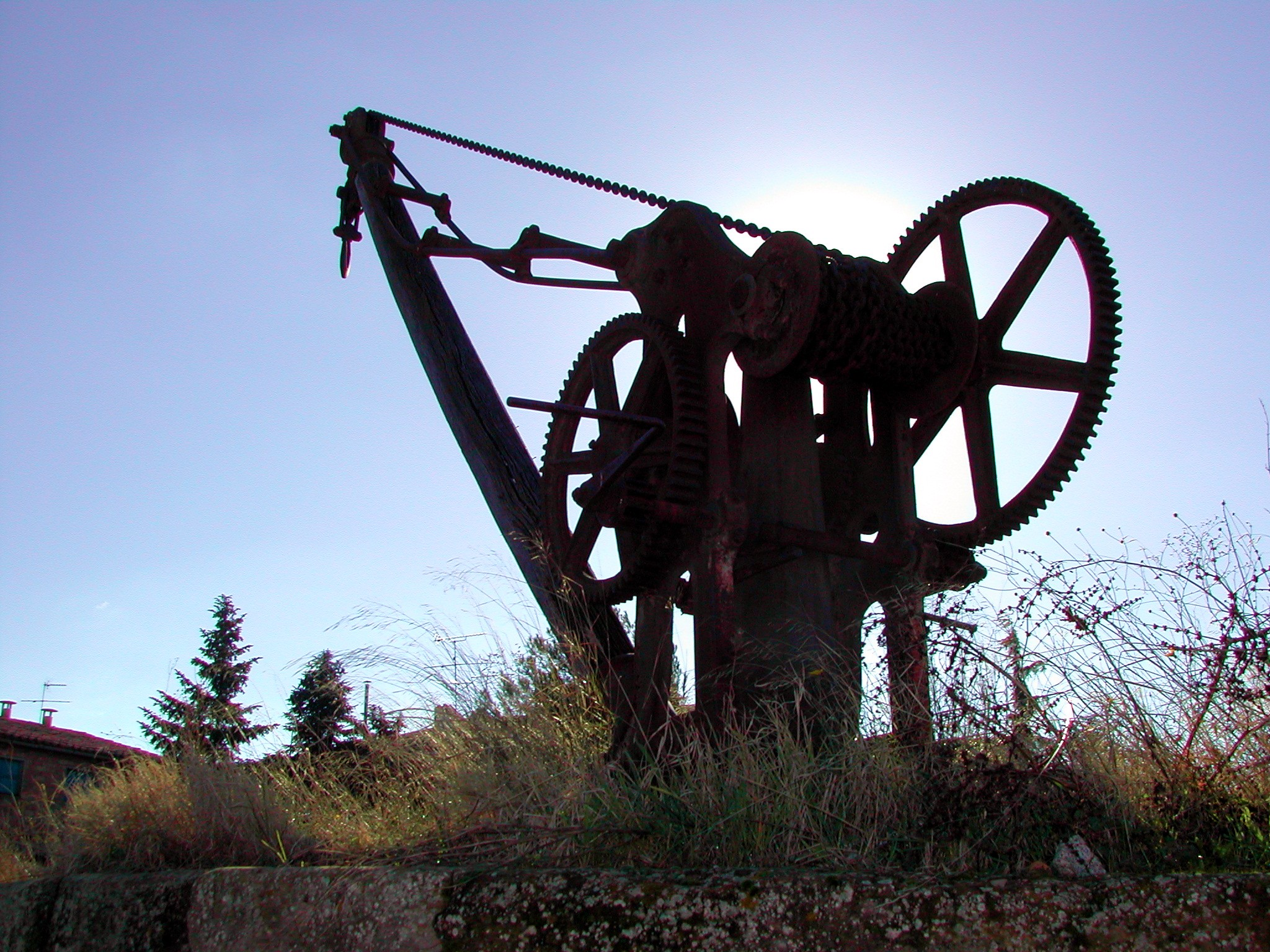
Grua en l'antiga zona de mercaderies de l'estació